# Чирва Олексій Володимирович
Олексій Володимирович Чирва (нар. 11 лютого 1972) — український футболіст, півзахисник.

## Життєпис
Вихованець школи «Алмаз» (Харків). З 1989 по 1991 грав у дублі харківського «Металіста». Брав участь у матчах розіграшу Кубка федерації футболу СРСР 1990 року.
Після розпаду СРСР, коли турніри дублерів були скасовані, грав за «Юпітер» (Харків) і «Нафтовик» (Охтирка).
У 1993 році повернувся в «Металіст», де 2 травня 1993 року в грі проти «Волині» (2:3) дебютував у вищій лізі чемпіонату України. Усього в «вишці» за харківську команду провів 18 матчів.
У період з 1994 по 1997 роки виступав за «Металург» (Нікополь), де зіграв понад 100 офіційних матчів чемпіонату і Кубка України.
З 1998 по 2000 рік, з перервою, грав у третій в кар'єрі харківській команді — новоствореному «Арсеналі». 1999 рік провів у складі аутсайдера вищої ліги — СК «Миколаїв».